# Ромашковое масло

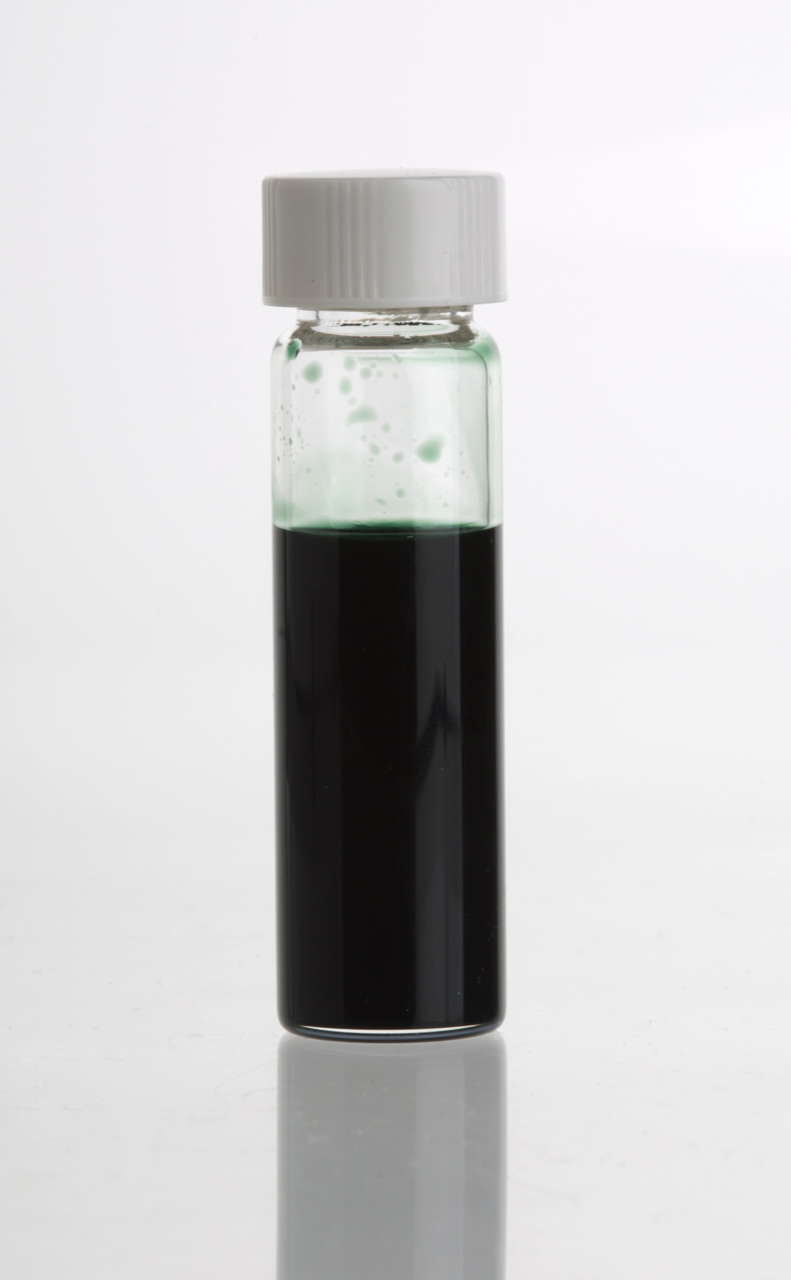
Под влиянием воздуха и света ромашковое масло теряет голубую окраску, последовательно переходящую в зелёный, коричневый и грязноватый цвета; во избежание этого его нужно хранить в темноте и в сосудах, заполненных до краёв

Ромашковое масло (нем. Kamillenöl, фр. l'huile essentielle de camomille, англ. oil of camomile) — изготавливается водно-паровой дистилляцией цветущих верхушек ромашки и бывает двух сортов: ромашковое масло из ромашки аптечной и ромашковое масло из ромашки римской (Anthemis nobilis). Кроме того, масло из ромашки обыкновенной получают с помощью СО2-экстракции.

## Ромашковое масло из ромашки аптечной
Свежее эфирное масло бывает от зелёного до тёмно-голубого цвета. Цвет масла ромашки зависит от концентрации хамазулена, если его меньше 3 %, то масло зелёного или жёлтого цвета, темно-синее масло всегда содержит более 7 % хамазулена. Даёт голубой раствор со спиртом, при обыкновенной температуре полужидко, при −6 °C застывает; удельный вес 0,920—0,940 (20 °C). Наибольший выход получается при перегонке свежих цветов, содержащих около 0,1 % эфирного масла; Ромашковое масло обладает свойством очень плотно приставать к стеклу, вследствие чего, во избежание потери, приёмники для его собирания лучше всего делать металлические. Под влиянием воздуха и света, ромашковое масло легко изменяется: оно теряет голубую окраску, последовательно переходящую в зелёный, коричневый и грязноватый цвет, во избежание чего ромашковое масло сохраняют в темноте и в сосудах, по возможности, заполненных. По Кахлеру, ромашковое масло начинает кипеть при 105 °C, причём выделяется большая часть воды и пропионовая кислота; при 150—165 °C перегоняется бесцветное масло состава C10H16O, с ароматическим запахом ромашки; затем от 255 °C до 300 °C перегоняется синяя часть масла, приятного нежного запаха, имеющего тот же состав, что и выше, только вдвое или втрое большего частичного веса; синий цвет масла, по Гладстону, обуславливается красящим веществом церулеином или хамазуленом, растворимым в эфире, бензине, спирте и эфирных маслах, не содержащим серы, заключающим азот и от кислот и щелочей зеленеющим; все фракции, кроме того, содержат небольшие количества каприновой кислоты, удаляемой взбалтыванием с разведённой щелочью; выше 300 °C в реторте остаётся смолообразная масса, при охлаждении образующая бурый дёготь.
Наиболее важными компонентами эфирного масла ромашки аптечной являются альфа-бисаболол и его оксиды А и В, бета-фарнезен и альфа-фарнезен, спатуленол, спироэфиры и хамазулен. Эфирное масло ромашки немецкой проявляет антиоксидантное, противовоспалительное, противомикробное, противовирусное, противогрибковое действие.

## Ромашковое масло из ромашки римской
Зелёного цвета, удельного веса 0,915—0,936; начинает перегоняться при 160 °C, две трети его отгоняются при 180—190 °C, остальная часть при 190—210 °C. По Кёбигу и Коппу, оно представляет смесь сложных эфиров: изомасляно-изобутилового, с температурой кипения 147—148 °C, ангеликово-изобутилового, с температурой кипения 177—177,5 °C, тиглиново- и ангеликово-амилового с температурой кипения 200—201 °C и 204—205 °C, и первичного гексилового и изомерного камфаре терпенного спирта антемола, состава C10H15 (НО), с температурой кипения 213,5—214,5 °C.